# 朝比奈川

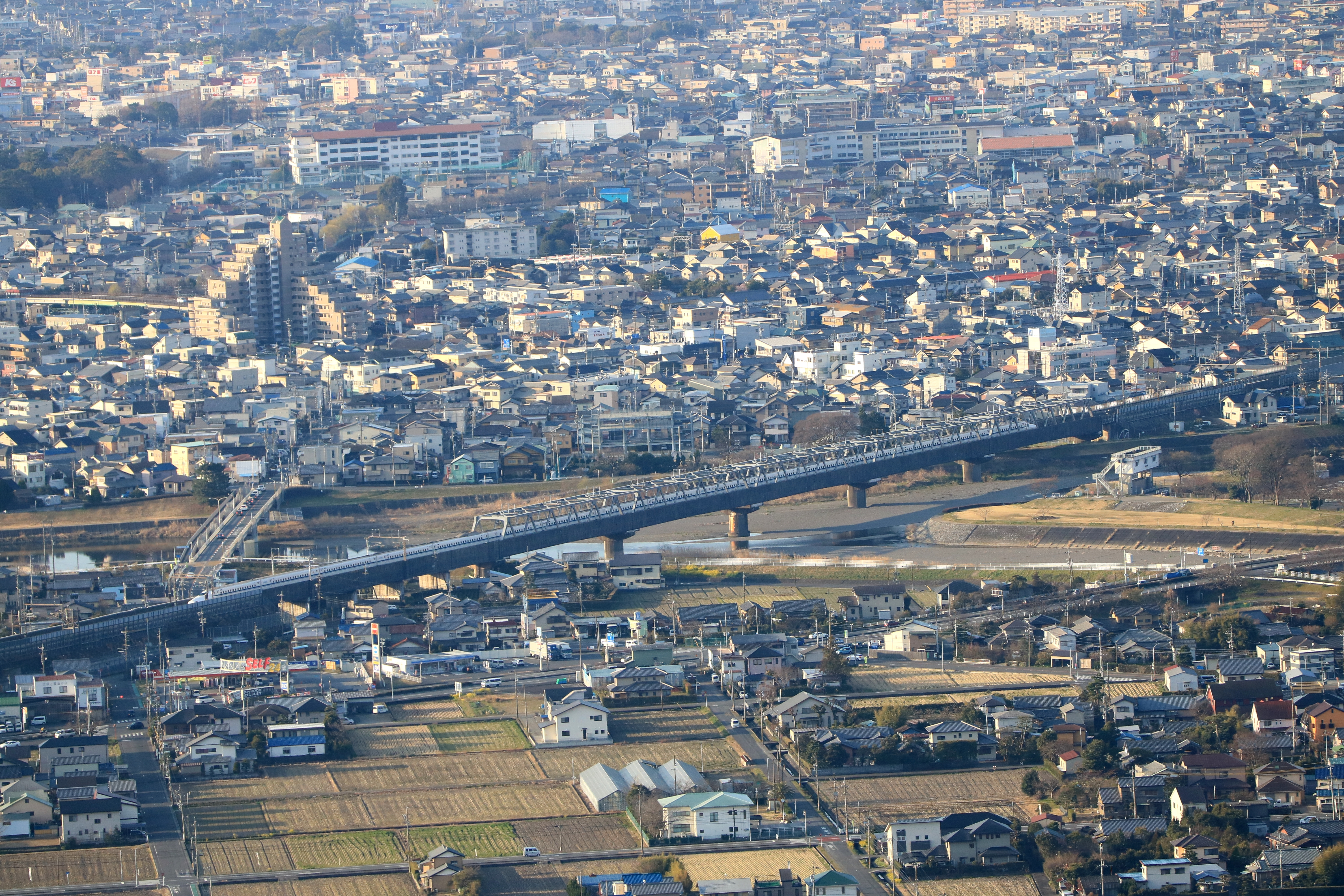
朝比奈川の本流である瀬戸川への合流部、左から瀬戸川に架かる静岡県道213号焼津岡部線の入江橋、東海道新幹線の橋梁、朝比奈川に架かる国道150号の橋

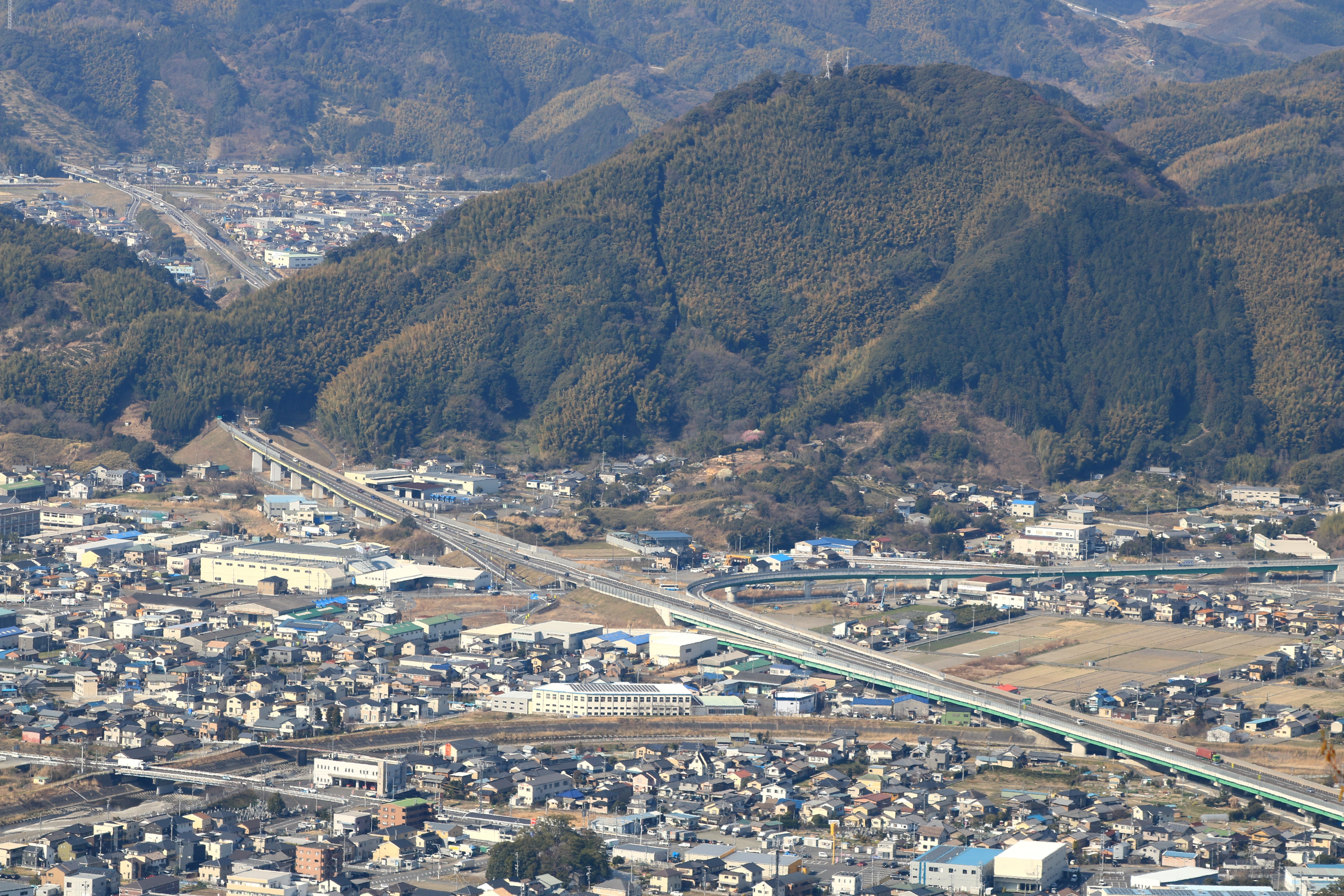
朝比奈川に架かる藤枝バイパスの橋（右手前）

朝比奈川（あさひながわ）は、静岡県静岡市葵区、藤枝市および焼津市を流れる二級河川。瀬戸川の支流で、焼津市にて合流する。

## 周辺施設
- いきいき交流センター
- 藤枝市立朝比奈第一小学校
- 道の駅玉露の里
- 藤枝市立岡部中学校
- 志太消防本部　藤枝消防署北分署